# Varitrella nigrifrons
Varitrella nigrifrons är en insektsart som först beskrevs av Lucien Chopard 1931.  Varitrella nigrifrons ingår i släktet Varitrella och familjen syrsor. Inga underarter finns listade i Catalogue of Life.